# Verwaltungsgemeinschaft Krostitz-Schönwölkau
Die Verwaltungsgemeinschaft Krostitz-Schönwölkau (bis 31. Dezember 2022 Verwaltungsgemeinschaft Krostitz) ist eine Verwaltungsgemeinschaft im Freistaat Sachsen im Landkreis Nordsachsen. Sie grenzt im Nordosten an die Stadt Delitzsch und im Süden an die Stadt Leipzig.

## Die Gemeinden mit ihren Ortsteilen
- Krostitz mit den Ortsteilen Beuden, Hohenossig, Kletzen, Zschölkau, Krensitz, Krostitz, Kupsal, Lehelitz, Mutschlena, Niederossig, Priester, Pröttitz
- Schönwölkau mit den Ortsteilen Badrina, Brinnis, Hohenroda, Lindenhayn und Wölkau